# وينشستر (كاليفورنيا)
وينشستر (بالإنجليزية: Winchester CDP, California)‏ هي منطقة سكنية تقع بولاية كاليفورنيا في الولايات المتحدة. تبلغ مساحتها 20.025 كم2، وترتفع عن سطح البحر 449 م، بلغ عدد سكانها 2,534 نسمة في عام 2010 حسب إحصاء مكتب تعداد الولايات المتحدة وتصل الكثافة السكانية فيها 126.5 نسمة لكل كيلومتر مربع (327.6/ميل2).

## التركيبة السكانية
حدّد مكتب تعداد الولايات المتحدة بيانات التركيبة السكانية لوينشستر في تعداد الولايات المتحدة. في ما يلي، التركيبة السكانية حسب تعدادي 2000 و2010.

### تعداد عام 2000
بلغ عدد سكان وينشستر 2,155 نسمة بحسب تعداد عام 2000، وبلغ عدد الأسر 741 أسرة وعدد العائلات 532 عائلة مقيمة في المنطقة السكنية. في حين سجلت الكثافة السكانية 107.6 نسمة لكل كيلومتر مربع (278.7/ميل2). وبلغ عدد الوحدات السكنية 819 وحدة بمتوسط كثافة قدره 40.9 لكل كيلومتر مربع (105.9/ميل2).
وتوزع التركيب العرقي للمنطقة السكنية بنسبة 78.05% من البيض و1.95% من الأمريكيين الأفارقة و1.53% من الأمريكيين الأصليين و0.37% من الأمريكيين ذوي الأصول الآسيوية و0.28% من سكان جزر المحيط الهادئ و14.34% من الأعراق الأخرى و3.48% من عرقين مختلطين أو أكثر و31.42% من الهسبانيون أو اللاتينيون من أي عرق.
بلغ عدد الأسر 741 أسرة كانت نسبة 37.1% منها لديها أطفال تحت سن الثامنة عشر تعيش معهم، وبلغت نسبة الأزواج القاطنين مع بعضهم البعض 54.9% من أصل المجموع الكلي للأسر، ونسبة 10.5% من الأسر كان لديها معيلات من الإناث دون وجود شريك،  بينما كانت نسبة 6.3% من الأسر لديها معيلون من الذكور دون وجود شريكة وكانت نسبة 28.2% من غير العائلات. تألفت نسبة 22% من أصل جميع الأسر من عدة أفراد يعيشون في نفس المنزل ونسبة 9.4% كانت تتألف من شخص يعيش بمفرده يبلغ من العمر 65 عاماً أو أكثر. وبلغ متوسط حجم الأسرة المعيشية 2.91، أما متوسط حجم العائلات فبلغ 3.36.
بلغ العمر الوسطي للسكان 37.0 عاماً. وكانت نسبة 28.2% من القاطنين تحت سن الثامنة عشر، وكانت نسبة 8.4% بين الثامنة عشر والرابعة والعشرين عاماً، ونسبة 26.1% كانت واقعةً في الفئة العمرية ما بين الخامسة والعشرين والرابعة والأربعين عاماً، ونسبة 22.5% كانت ما بين الخامسة والأربعين والرابعة والستين، ونسبة 14.8% كانت ضمن فئة الخامسة والستين عاماً فما فوق. يوجد لكل 100 أنثى 99.9 ذكر، ويوجد لكل 100 أنثى في الثامنة عشر من عمرها فما فوق 98.0 ذكر.
بلغ متوسط دخل الأسرة في المنطقة السكنية 33,472 دولارًا، أما متوسط دخل العائلة فبلغ 39,167 دولارًا. وكان متوسط دخل الذكور 26,354 دولارًا مقابل 28,021 دولارًا للإناث. وسجل دخل الفرد الخاص بالمنطقة السكنية 15,028 دولارًا. وكانت نسبة 9.7% من العائلات ونسبة 13.8% من السكان تحت خط الفقر، وكان من هؤلاء نسبة 9.8% تحت سن الثامنة عشر ونسبة 11.6% في الخامسة والستين من العمر وما فوق.

### تعداد عام 2010
بلغ عدد سكان وينشستر 2,534 نسمة بحسب تعداد عام 2010، وبلغ عدد الأسر 769 أسرة وعدد العائلات 572 عائلة مقيمة في المنطقة السكنية. في حين سجلت الكثافة السكانية 126.5 نسمة لكل كيلومتر مربع (327.6/ميل2). وبلغ عدد الوحدات السكنية 850 وحدة بمتوسط كثافة قدره 42.4 لكل كيلومتر مربع (109.8/ميل2).
وتوزع التركيب العرقي للمنطقة السكنية بنسبة 62.23% من البيض و1.50% من الأمريكيين الأفارقة و0.67% من الأمريكيين الأصليين و1.82% من الأمريكيين ذوي الأصول الآسيوية و0.08% من سكان جزر المحيط الهادئ و28.73% من الأعراق الأخرى و4.97% من عرقين مختلطين أو أكثر و48.66% من الهسبانيون أو اللاتينيون من أي عرق.
بلغ عدد الأسر 769 أسرة كانت نسبة 42.4% منها لديها أطفال تحت سن الثامنة عشر تعيش معهم، وبلغت نسبة الأزواج القاطنين مع بعضهم البعض 55.3% من أصل المجموع الكلي للأسر، ونسبة 12.2% من الأسر كان لديها معيلات من الإناث دون وجود شريك،  بينما كانت نسبة 6.9% من الأسر لديها معيلون من الذكور دون وجود شريكة وكانت نسبة 25.6% من غير العائلات. تألفت نسبة 19.4% من أصل جميع الأسر من عدة أفراد يعيشون في نفس المنزل ونسبة 9.2% كانت تتألف من شخص يعيش بمفرده يبلغ من العمر 65 عاماً أو أكثر. وبلغ متوسط حجم الأسرة المعيشية 3.30، أما متوسط حجم العائلات فبلغ 3.78.
بلغ العمر الوسطي للسكان 34.6 عاماً. وكانت نسبة 30.1% من القاطنين تحت سن الثامنة عشر، وكانت نسبة 8.6% بين الثامنة عشر والرابعة والعشرين عاماً، ونسبة 24.2% كانت واقعةً في الفئة العمرية ما بين الخامسة والعشرين والرابعة والأربعين عاماً، ونسبة 25.6% كانت ما بين الخامسة والأربعين والرابعة والستين، ونسبة 11.5% كانت ضمن فئة الخامسة والستين عاماً فما فوق. وتوزع التركيب الجنسي للسكان بنسبة 50.6% ذكور و49.4% إناث.